# Sorgues BC
El Sorgues BC es un equipo de baloncesto francés con sede en la ciudad de Sorgues, que compite en la NM1, la tercera competición de su país. Disputa sus partidos en el Gymnase de la Plaine Sportive, con capacidad para 2.000 espectadores. En 2014, jugando en NM1 se fusiona con el Union Sportive Avignon-Le Pontet de la misma categoría, convirtiéndose en el Sorgues Avignon Le Pontet Vaucluse. En 2017 la unión de ambos clubes se deshace, volviendo a aparecer el Sorgues BC en NM1.

## Posiciones en liga
- 2009 - (2-NM2)
- 2010 - (2-NM2)
- 2011 - (6-NM1)
- 2012 - (8-NM1)
- 2013 - (10-NM1)
- 2014 - (4-NM1)
- 2015-2017 Compite como Sorgues Avignon Le Pontet Vaucluse
- 2018 - (15-NM1)
- 2019 - (6-NM1)
- 2020 - (12-NM2)
- 2021 - (Cancelada-NM2)
- 2022 - (5-NM2)

## Palmarés
- Segundo Grupo A NM2 -  2010
- Campeón de la NM2 -  2010
- Semifinales NM1 -  2014